# Ивош, Александар
Александар Ивош (серб. Александар Ивош; 28 июня 1931, Валево — 24 декабря 2020, Нови-Сад) — сербский футболист, нападающий, выступавший за сборную Югославии. Участник чемпионата мира 1962 года.

## Клубная карьера
Александр Ивош родился 28 июня 1931 года в Валево. Вырос в Лознице, где начал играть в футбол в одноимённом футбольном клубе. С 1951 по 1953 год выступал за клуб Первой лиги «Мачва», после чего перебрался в «Воеводину», где забил больше всего голов в своей карьере. Провёл в клубе следующие 7 лет, в течение которых вместе с ним за клуб играли Вуядин Бошков, Сима Милованов, Здравко Райков, Тодор Веселинович и другие.
С 1961 по 1963 год входил в состав «Слободы» Тузла, затем продолжил карьеру в венском клубе «Зиммеринг», а с 1966 по 1968 год выступал за бельгийскую команду «Беринген». Завершил карьеру в 1969 году в «Слободе» Тузла, с которой вышел в Первую лигу, после чего был техническим директором этого клуба. С 1971 года он вернулся в «Воеводину», где с лета 1984 года был менеджером спортивного центра «Ветерник».

## Карьера в сборной
Сыграл три матча за молодёжную сборную (1953), семь за сборную «Б» (1957—1961) и три за главную сборную Югославии. Дебютировал за национальную сборную 16 сентября 1962 года против ГДР (2:2) в Лейпциге, свою последнюю игру за сборную сыграл 30 сентября 1962 года против ФРГ (2:3) в Загребе. Входил в состав сборной Югославии, которая играла на чемпионате мира 1962 года в Чили и завоевала на турнире четвёртое место, но на поле не выходил.
Ушёл из жизни 24 декабря 2020 года в Нови-Саде.

## Статистика в сборной
| № | Дата                  | Оппонент | Счёт | Соревнование      |
| 1 | 16 сентября 1962 года | ГДР      | 2:2  | Товарищеский матч |
| 2 | 19 сентября 1962 года | Эфиопия  | 5:2  | Товарищеский матч |
| 3 | 30 сентября 1962 года | ФРГ      | 2:3  | Товарищеский матч |

Итого: 3 матча и 0 забитых голов; 1 победа, 1 ничья, 1 поражение.